# Stringendo
Stringendo (afgekort: string.) is een Italiaanse muziekterm (stringere is aanspannen). De term wordt in een partituur of partij gebruikt wanneer de muziek 'spannender' moet gaan klinken. Doorgaans wordt het effect bereikt door een combinatie van een lichte versnelling, een lichte toename van de dynamiek en eventueel een lichte toename van de intensiteit (snelheid en/of amplitude) van het vibrato op muziekinstrumenten waarop dit mogelijk is. De term is verwant aan de aanwijzing incalzando.